# Judici particular
El judici particular, segons l'escatologia cristiana, és el judici diví a què és sotmès una persona immediatament després de la seva mort, en contraposició al judici general (o Judici Final) de totes les persones a la fi del món.